# Wulferstedt

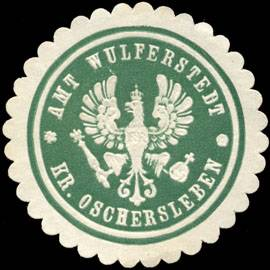
Siegelmarke Amt Wulferstedt Kreis Oschersleben

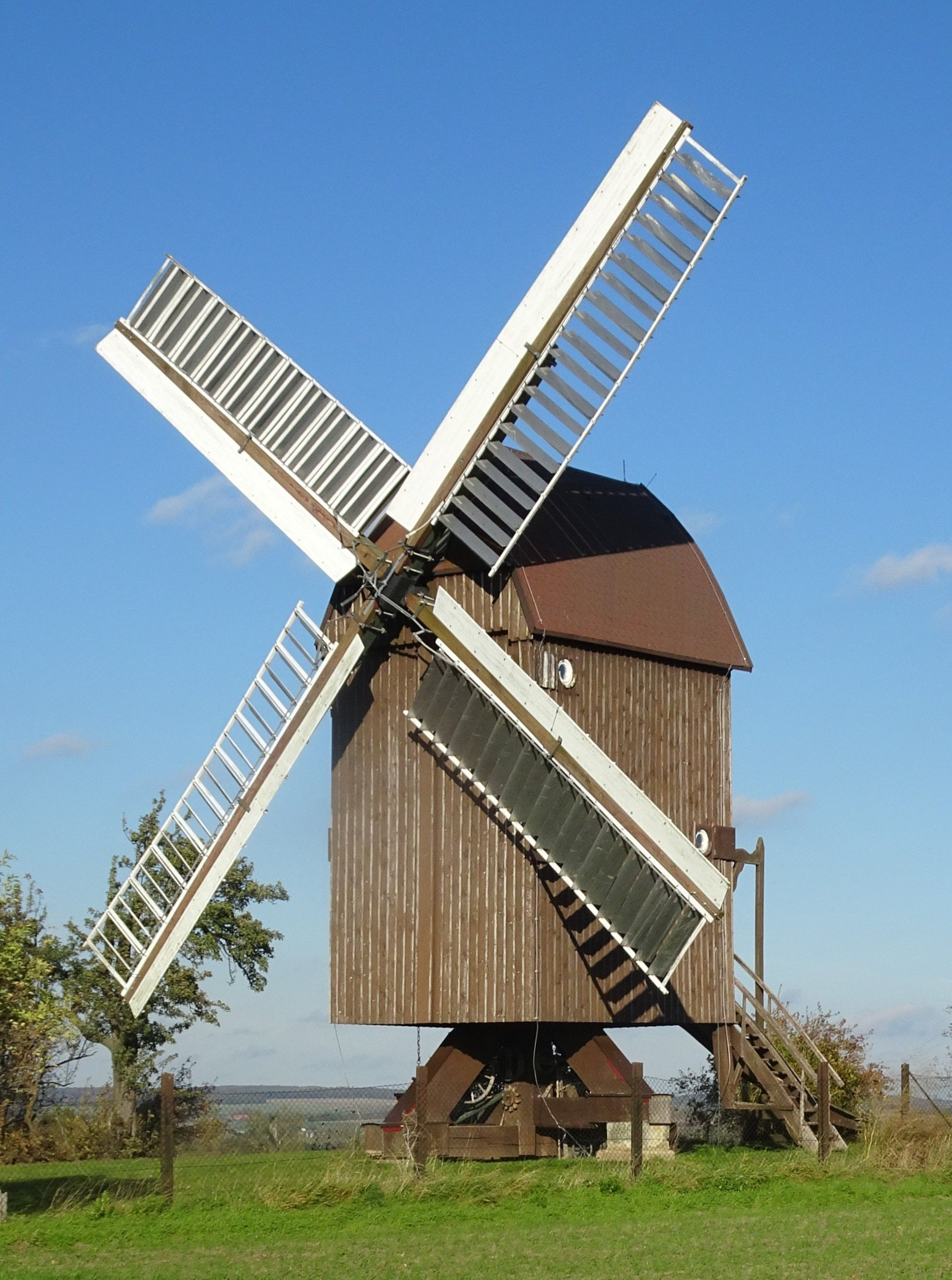
Windmühle Wulferstedt

Wulferstedt ist ein Ortsteil der Gemeinde Am Großen Bruch im Landkreis Börde in Sachsen-Anhalt.

## Geografie
Wulferstedt liegt im östlichen Bereich des Großen Bruchs, fünf Kilometer von der Bode entfernt. Das flache Gebiet südlich des Großen Grabens steigt in Richtung Südwesten allmählich zum Höhenzug Huy an. Das Gebiet um den Großen Graben – früher ein undurchdringliches Sumpfgebiet – ist heute ein ca. 10 km² großes Naturschutzgebiet. Die Stadt Oschersleben (Bode) ist acht Kilometer, Halberstadt 20 Kilometer entfernt. Im Süden grenzt die Gemarkung Wulferstedt an den Landkreis Harz.
Die alte Ziegelei war als Wohnplatz der ehemaligen Gemeinde ausgewiesen.

## Geschichte
Der Ort Wulferstedt taucht 967 erstmals in einer Urkunde auf. Die Wulferstedter St. Martin-Kirche wurde 1787 geweiht. 1480 und 1790 wurde das Dorf durch Brände zerstört. Der letzte Neuaufbau hinterließ ein fast geschlossenes Fachwerkensemble, das durch einen Lehrpfad zur Orts- und Baugeschichte mit dem Schwerpunkt Fachwerkbauten gut für Interessierte erschlossen ist.
Im Rahmen der Dorferneuerung wurde in den letzten Jahren unter anderem das Dorfgemeinschaftshaus, in dem sich neben dem Bürgermeister-Büro auch eine Sporthalle befindet, umfangreich saniert. Die erst 1996 aufwändig rekonstruierte Bockwindmühle in Wulferstedt wurde bei einem Orkan 2002 zerstört. Die Mühle wurde inzwischen aus Teilen der Mühlenruine Bockwindmühle Lauenroth der 22 km entfernten Gemeinde Dreileben wieder aufgebaut. Mit der Mühle Dieckmann befindet sich eine weitere Bockwindmühle südöstlich des Orts.
1998 wurde die Gemeinde Landessieger am Wettbewerb Unser Dorf soll schöner werden, unser Dorf hat Zukunft und belegte einen dritten Platz im Bundesvergleich.
Die Wulferstedter Kindertagesstätte befindet sich heute im ehemaligen Schafstall, der eine wechselvolle Vergangenheit aufweist: während des Dritten Reiches war hier ein Frauen-Arbeitslager untergebracht, nach dem Krieg diente er als Flüchtlingslager.
Am 1. Januar 2010 schloss sich die bis dahin selbstständige Gemeinde Wulferstedt mit der Gemeinde Am Großen Bruch zur neuen Gemeinde Am Großen Bruch zusammen.

## Wappen
Das Wappen wurde am 28. April 1995 durch das Regierungspräsidium Magdeburg genehmigt.
Blasonierung: „In Silber ein schwarzer widersehender Wolf auf grünem Schildfuß.“
Der Wolf entstammt dem Siegel, das die Gemeinde seit dem Jahr 1919 geführt hatte. Des Weiteren ist er ein Hinweis auf das dort einst ansässige Rittergeschlecht gleichen Namens, dass zwei Wölfe im Wappen führte. Dieses Wappen entspricht einem überlieferten historischen Vorbild.
Die Farben der ehemaligen Gemeinde waren Schwarz - Silber (Weiß).
Das Wappen wurde von der Heraldischen Gesellschaft „Schwarzer Löwe“ Leipzig gestaltet.

## Vereine
- Freiwillige Feuerwehr
- Schützenverein
- Sportverein
- Mühlenverein
- Männerchor
- Jagdhornbläser
- Karnevalsgruppe

## Verkehrsanbindung
Wulferstedt liegt rund zwei Kilometer von der Bundesstraße 245 entfernt, des Weiteren bestehen Straßenverbindungen in die umliegenden Städte Oschersleben (Bode), Schwanebeck und Schöningen. Der Bahnhof ist Oschersleben (Bode) an der Strecke Magdeburg – Halberstadt.

## Belege
1. ↑  StBA: Gebietsänderungen vom 1. Januar bis 31. Dezember 2010
2. ↑  Das Wappen der Gemeinde Wulferstedt, Dokumentation zum Genehmigungsverfahren, Hinterlegt 1995 im Landeshauptarchiv Magdeburg